# Record du monde de natation dames du 400 mètres nage libre
Progression du record du monde de natation sportive dames pour l'épreuve du 400 mètres nage libre en bassin de 50 et 25 mètres.

## Bassin de 50 mètres
| Temps            | Athlète             | Naissance | Âge | Nationalité        | Compétition                         | Lieu            | Date              |
| ---------------- | ------------------- | --------- | --- | ------------------ | ----------------------------------- | --------------- | ----------------- |
| 6 min 30 s 2 (y) | Ethelda Bleibtrey   | 1902      | 17  | États-Unis         |                                     | New York        | 16 août 1919      |
| 6 min 16 s 6     | Hilda James         |           |     | Royaume-Uni        |                                     | Leeds           | 29 juillet 1921   |
| 5 min 53 s 2     | Gertrude Ederle     | 1906      | 16  | États-Unis         |                                     | Indianapolis    | 4 août 1922       |
| 5 min 51 s 4     | Martha Norelius     | 1910      | 17  | États-Unis         |                                     | Coral Gables    | 23 janvier 1927   |
| 5 min 49 s 6     | Martha Norelius     | 1910      | 18  | États-Unis         |                                     | New York        | 30 juin 1928      |
| 5 min 42 s 8     | Martha Norelius     | 1910      | 18  | États-Unis         |                                     | Amsterdam       | 6 août 1928       |
| 5 min 39 s 2     | Martha Norelius     | 1910      | 18  | États-Unis         |                                     | Vienne          | 27 août 1928      |
| 5 min 31 s 0     | Helene Madison      | 1913      | 18  | États-Unis         |                                     | Seattle         | 3 février 1931    |
| 5 min 28 s 5     | Helene Madison      | 1913      | 19  | États-Unis         |                                     | Los Angeles     | 13 août 1932      |
| 5 min 16 s 0     | Willy den Ouden     | 1918      | 16  | Pays-Bas           |                                     | Rotterdam       | 12 juillet 1934   |
| 5 min 14 s 2     | Ragnhild Hveger     | 1920      | 17  | Danemark           |                                     | Copenhague      | 10 février 1937   |
| 5 min 14 s 0     | Ragnhild Hveger     | 1920      | 17  | Danemark           |                                     | Gand            | 3 octobre 1937    |
| 5 min 12 s 4     | Ragnhild Hveger     | 1920      | 17  | Danemark           |                                     | Magdebourg      | 14 novembre 1937  |
| 5 min 11 s 0     | Ragnhild Hveger     | 1920      | 17  | Danemark           |                                     | Copenhague      | 12 décembre 1937  |
| 5 min 08 s 2     | Ragnhild Hveger     | 1920      | 18  | Danemark           |                                     | Copenhague      | 16 janvier 1938   |
| 5 min 06 s 1     | Ragnhild Hveger     | 1920      | 18  | Danemark           |                                     | Copenhague      | 1er août 1938     |
| 5 min 05 s 4     | Ragnhild Hveger     | 1920      | 18  | Danemark           |                                     | Svendborg       | 8 septembre 1938  |
| 5 min 00 s 1     | Ragnhild Hveger     | 1920      | 20  | Danemark           |                                     | Copenhague      | 15 septembre 1940 |
| 4 min 50 s 8     | Lorraine Crapp      | 1938      | 18  | Australie          |                                     | Townsville      | 25 août 1956      |
| 4 min 47 s 2     | Lorraine Crapp      | 1938      | 18  | Australie          |                                     | Sydney          | 20 octobre 1956   |
| Nouvelles règles |                     |           |     |                    |                                     |                 |                   |
| 4 min 45 s 4 (y) | Ilsa Konrads        | 1944      | 16  | Australie          |                                     | Sydney          | 9 septembre 1960  |
| 4 min 44 s 5     | Chris von Saltza    |           |     | États-Unis         |                                     | Détroit         | 5 août 1960       |
| 4 min 42 s 0     | Marilyn Ramenofsky  | 1946      | 18  | États-Unis         |                                     | Los Altos       | 11 juillet 1964   |
| 4 min 41 s 7     | Marilyn Ramenofsky  | 1946      | 18  | États-Unis         |                                     | Los Altos       | 1er août 1964     |
| 4 min 39 s 5     | Marilyn Ramenofsky  | 1946      | 18  | États-Unis         |                                     | New York        | 31 août 1964      |
| 4 min 39 s 2     | Martha Randall      |           |     | États-Unis         |                                     | Maumee          | 14 août 1965      |
| 4 min 38 s 0     | Martha Randall      |           |     | États-Unis         |                                     | Monaco          | 26 août 1965      |
| 4 min 36 s 8     | Pam Kruse           |           |     | États-Unis         |                                     | Fort Lauderdale | 30 juin 1967      |
| 4 min 36 s 4     | Pam Kruse           |           |     | États-Unis         |                                     | Santa Clara     | 7 juillet 1967    |
| 4 min 32 s 6     | Debbie Meyer        | 1952      | 15  | États-Unis         |                                     | Winnipeg        | 27 juillet 1967   |
| 4 min 29 s 0     | Debbie Meyer        | 1952      | 15  | États-Unis         |                                     | Philadelphie    | 18 août 1967      |
| 4 min 26 s 7     | Debbie Meyer        | 1952      | 16  | États-Unis         |                                     | Lincoln         | 1er août 1968     |
| 4 min 24 s 5     | Debbie Meyer        | 1952      | 16  | États-Unis         |                                     | Los Angeles     | 25 août 1968      |
| 4 min 24 s 3     | Debbie Meyer        | 1952      | 18  | États-Unis         |                                     | Los Angeles     | 20 août 1970      |
| 4 min 22 s 6     | Karen Moras         | 1954      | 17  | Australie          |                                     | Londres         | 30 avril 1971     |
| 4 min 21 s 2     | Shane Gould         | 1956      | 15  | Australie          |                                     | Santa Clara     | 9 juillet 1971    |
| 4 min 19 s 04    | Shane Gould         | 1956      | 16  | Australie          |                                     | Munich          | 30 août 1972      |
| 4 min 18 s 07    | Keena Rothhammer    | 1957      | 16  | États-Unis         |                                     | Louisville      | 22 août 1973      |
| 4 min 17 s 33    | Heather Greenwood   |           |     | États-Unis         |                                     | Santa Clara     | 28 juin 1974      |
| 4 min 15 s 77    | Shirley Babashoff   | 1957      | 17  | États-Unis         | Championnats USA                    | Concord         | 22 août 1974      |
| 4 min 14 s 76    | Shirley Babashoff   | 1957      | 18  | États-Unis         |                                     | Long Beach      | 20 juin 1975      |
| 4 min 11 s 69    | Barbara Krause      | 1959      | 17  | Allemagne de l'Est | Championnats d'Allemagne de l'Est   | Berlin-Est      | 3 juin 1976       |
| 4 min 09 s 89    | Petra Thümer        |           |     | Allemagne de l'Est | Jeux olympiques                     | Montréal        | 20 juillet 1976   |
| 4 min 08 s 91    | Petra Thümer        |           |     | Allemagne de l'Est | Championnats d'Europe               | Jönköping       | 17 août 1977      |
| 4 min 07 s 66    | Kim Linehan         | 1962      | 16  | États-Unis         | AAU Nationaux                       | The Woodlands   | 2 août 1978       |
| 4 min 06 s 28    | Tracey Wickham      | 1962      | 16  | Australie          | Championnats du monde (f)           | Berlin-Ouest    | 24 août 1978      |
| 4 min 05 s 45    | Janet Evans         | 1971      | 16  | États-Unis         | USA Open                            | Orlando         | 20 décembre 1987  |
| 4 min 03 s 85    | Janet Evans         | 1971      | 17  | États-Unis         | Jeux olympiques                     | Séoul           | 22 septembre 1988 |
| 4 min 03 s 03    | Laure Manaudou      | 1986      | 20  | France             | Championnats de France (f)          | Tours           | 12 mai 2006       |
| 4 min 02 s 13    | Laure Manaudou      | 1986      | 20  | France             | Championnats d'Europe (f)           | Budapest        | 6 août 2006       |
| 4 min 01 s 53    | Federica Pellegrini | 1988      | 19  | Italie             | Championnats d'Europe (f)           | Eindhoven       | 24 mars 2008      |
| 4 min 00 s 66    | Joanne Jackson      | 1986      | 23  | Royaume-Uni        | Championnats de Grande-Bretagne (f) | Sheffield       | 16 mars 2009      |
| 4 min 00 s 41    | Federica Pellegrini | 1988      | 21  | Italie             | Jeux méditerranéens (f)             | Pescara         | 27 juin 2009      |
| 3 min 59 s 15    | Federica Pellegrini | 1988      | 21  | Italie             | Championnats du monde (f)           | Rome            | 26 juillet 2009   |
| 3 min 58 s 86    | Katie Ledecky       | 1997      | 17  | États-Unis         | Championnats des États-Unis (f)     | Irvine          | 9 août 2014       |
| 3 min 58 s 37    | Katie Ledecky       | 1997      | 17  | États-Unis         | Championnats pan-pacifiques (f)     | Gold Coast      | 23 août 2014      |
| 3 min 56 s 46    | Katie Ledecky       | 1997      | 19  | États-Unis         | Jeux olympiques (f)                 | Rio de Janeiro  | 7 août 2016       |
| 3 min 56 s 40    | Ariarne Titmus      | 2000      | 21  | Australie          | Championnats d'Australie (f)        | Adélaïde        | 22 mai 2022       |
| 3 min 56 s 08    | Summer McIntosh     | 2006      | 16  | Canada             | Championnats du Canada              | Toronto         | 28 mars 2023      |
| 3 min 55 s 38    | Ariarne Titmus      | 2000      | 22  | Australie          | Championnats du monde (f)           | Fukuoka         | 22 juillet 2023   |
| 3 min 54 s 18    | Summer McIntosh     | 2006      | 18  | Canada             | Sélections canadiennes (f)          | Victoria        | 7 juin 2025       |

## Bassin de 25 mètres
| Temps         | Athlète         | Naissance | Âge | Nationalité        | Compétition                | Lieu     | Date             |
| ------------- | --------------- | --------- | --- | ------------------ | -------------------------- | -------- | ---------------- |
| 4 min 02 s 05 | Astrid Strauss  | 1968      | 19  | Allemagne de l'Est | Festival Arena             | Bonn     | 8 février 1987   |
| -----         |                 |           |     |                    |                            |          |                  |
| 4 min 00 s 03 | Claudia Poll    | 1972      | 25  | Costa Rica         | Championnats du monde      | Göteborg | 18 avril 1997    |
| 3 min 59 s 53 | Lindsay Benko   | 1976      | 27  | États-Unis         | Coupe du monde (f)         | Berlin   | 26 janvier 2003  |
| 3 min 56 s 79 | Laure Manaudou  | 1986      | 19  | France             | Championnats d'Europe (f)  | Trieste  | 10 décembre 2005 |
| 3 min 56 s 09 | Laure Manaudou  | 1986      | 20  | France             | Championnats d'Europe (f)  | Helsinki | 9 décembre 2006  |
| 3 min 54 s 92 | Joanne Jackson  | 1986      | 22  | Royaume-Uni        | Grand Prix britannique (f) | Leeds    | 8 août 2009      |
| 3 min 54 s 85 | Camille Muffat  | 1989      | 23  | France             | Championnats d'Europe (f)  | Chartres | 24 novembre 2012 |
| 3 min 54 s 52 | Mireia Belmonte | 1990      | 22  | Espagne            | Coupe du monde (f)         | Berlin   | 11 août 2013     |
| 3 min 53 s 92 | Ariarne Titmus  | 2000      | 18  | Australie          | Championnats du monde      | Hangzhou | 14 décembre 2018 |
| 3 min 51 s 30 | Li Bingjie      | 2002      | 20  | Chine              | Championnats de Chine (f)  | Pékin    | 27 octobre 2022  |

## 500 yards nage libre
| Temps         | Athlète      | Naissance | Âge | Nationalité                           | Compétition                                          | Lieu      | Date            |
| ------------- | ------------ | --------- | --- | ------------------------------------- | ---------------------------------------------------- | --------- | --------------- |
| 4 min 34 s 39 | Janet Evans  | 1971      | 19  | États-Unis (Université Stanford)      | Championnats NCAA                                    | Austin    | 15 mars 1990    |
| 4 min 33 s 35 | Kate Ziegler | 1988      | 18  | États-Unis (Bishop O'Connell High)    | Washington Metropolitan Interscholastic Championship | Boyds     | 24 février 2006 |
| 4 min 32 s 71 | Kate Ziegler | 1988      | 19  | États-Unis (Fish)                     | Tom Dolan Invitational                               | Fairfax   | 8 décembre 2007 |
| 4 min 30 s 47 | Katie Hoff   | 1989      | 18  | États-Unis (North Baltimore Aquatics) | North Baltimore Aquatic Club Christmas Invitational  | Baltimore | 8 décembre 2007 |